# Rika Kihira
Rika Kihira (紀平梨花?, Kihira Rika; Nishinomiya, 21 luglio 2002) è una pattinatrice artistica su ghiaccio giapponese.
È una delle undici pattinatrici al mondo ad aver atterrato un triplo axel in una gara internazionale (la seconda nella categoria junior, dopo Mao Asada), e la prima donna ad averlo eseguito in combinazione con un triplo toe loop in una competizione internazionale.
Nel 2018 ha vinto il Trophée Eric Bompard e l'NHK Trophy, oltre che l'Ondej Nepela Trophy. A livello nazionale, nella stagione 2017-18 è bronzo ai campionati in categoria senior e oro in categoria juniores. Sempre in categoria junior ha vinto la tappa del Grand Prix ISU juniores in Slovenia nel 2016.
Il 6 dicembre 2018 ha segnato un nuovo record del mondo nel programma corto femminile, con 82.51 punti, sotto il nuovo sistema di punteggi introdotto nella stagione 2018-19. L'11 aprile 2019 durante il World Team Trophy ha migliorato il suo stesso record, portandolo a 83.97 punti.

## Carriera

### Dagli inizi alla categoria junior
Kihira inizia a pattinare nel 2007. Si allena a Takatsuki, Osaka, e i suoi allenatori sono Mie Hamada e Yamato Tamura. Nella stagione 2015-2016 debutta a livello internazionale nella categoria Advanced Novice. All'Asian Trophy ottiene la quinta posizione, mentre più tardi nel corso della stagione vince il Triglav Trophy. Diventa la campionessa nazionale Novice A e ottiene l'undicesimo posto ai campionati nazionali junior.
Nella stagione 2016-2017 Kihira diventa eleggibile per il circuito ISU Junior Grand Prix. Al suo debutto vince la medaglia d'argento in Repubblica Ceca, dietro ad Anastasija Gubanova per pochi centesimi. Vince la tappa di Lubiana, Slovenia atterrando un triplo axel e altri sette tripli, diventando così la seconda atleta junior e la settima atleta al mondo ad avere atterrato un triplo axel in una gara internazionale. Kihira è anche l'unica donna al mondo ad aver atterrato 8 tripli ruotati in un programma libero con grado di esecuzione (GOE) positivo. Avendo battuto sia la compagna di allenamento Marin Honda che Alina Zagitova, si qualifica per la finale di Marsiglia, dove ottiene un quarto posto. Ai campionati nazionali junior si classifica solo undicesima, il che la esclude dal mondiale junior, nonostante la qualificazione alla finale.
Kihira inizia la stagione 2017-18 con una vittoria all'Asian Trophy 2017, davanti a Mako Yamashita e Eunsoo Lim. La sua prima tappa di Grand Prix della stagione è a Riga, in Lettonia, dove ottiene la seconda posizione con una rimonta dalla sesta posizione. Nella tappa di Egna/Bolzano, ottiene la terza posizione, che le consente di ottenere l'ultimo posto in finale disponibile, davanti alla connazionale Yamashita per pochi centesimi di punto. È l'unica pattinatrice non russa a qualificarsi per la finale e si classifica quarta, dietro ad Anastasia Tarakanova, Alena Kostornaia e Alexandra Trusova. Vince il campionato nazionale junior giapponese, risalendo dalla sesta posizione, il che le dà accesso al campionato senior, in cui vince la medaglia di bronzo. Ancora troppo giovane per partecipare ai campionati in categoria senior, prende parte ai campionati mondiali junior, classificandosi ottava.

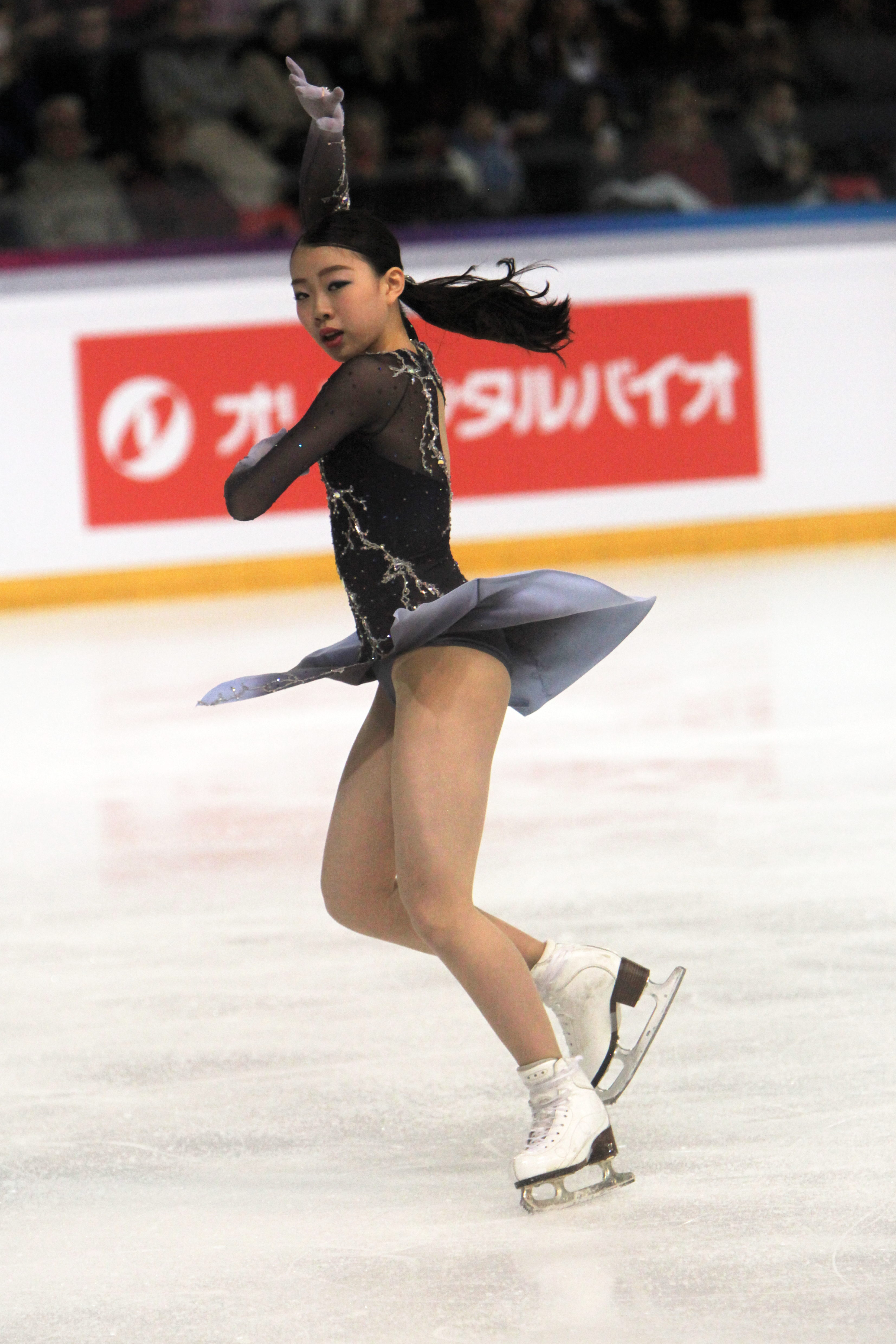
Kihira durante il programma libero al Grand Prix in Francia del 2018.

### Stagione 2018-2019
Kihira fa il suo debutto a livello internazionale in categoria senior nella stagione 2018-2019 con la vittoria all'Ondrej Nepela Trophy. La sua prima tappa di Grand Prix senior è l'NHK Trophy. Si classifica quinta nel programma corto dopo una caduta sul triplo Axel. Nel programma libero esegue due tripli Axel, uno dei quali in combinazione con il triplo toe-loop, eseguendo un programma pulito che le permette di rimontare fino alla prima posizione. Con 224.31 punti, si classifica prima davanti alla connazionale Satoko Miyahara e alla pattinatrice russa Elizaveta Tuktamysheva, che a sua volta aveva eseguito il triplo Axel. Vince anche la sua seconda tappa di Grand Prix, il Trophée Eric Bompard in cui si classifica seconda dopo il programma corto e prima dopo il libero, per terminare con un secondo oro davanti alla connazionale Mai Mihara.
 
Si qualifica quindi per la finale di Vancouver, in Canada. Nell'occasione esegue un programma corto pulito da 82.51 punti, nuovo record del mondo femminile. Chiude quindi in prima posizione anche il programma libero, con un punteggio di 150.61 punti nonostante una caduta sul triplo axel, conquistando così la medaglia d'oro davanti alla campionessa olimpica in carica Alina Zagitova.
Durante i campionati nazionali giapponesi commette diversi errori nel programma corto e nonostante la vittoria nel programma libero chiude la competizione al secondo posto, dietro a Kaori Sakamoto. La posizione le permette comunque di partecipare ai Campionati del Quattro continenti, dove conquista la medaglia d'oro davanti a Elizabet Tursynbaeva e alla connazionale Mai Mihara.
A marzo 2019 partecipa infine ai Campionati mondiali, dove termina ai piedi del podio arrivando 0.31 punti dietro a Evgenija Medvedeva, vincitrice della medaglia di bronzo.
Prende infine parte al World Team Trophy, dove stabilisce un nuovo record nel programma corto, di 83,97, ma si classifica quinta nel libero, dopo due cadute. In totale, il Team Giappone vince la medaglia d'argento.

### Stagione 2019-2020
Rika apre la stagione all'Autumn Classic International in Canada, dove vince la medaglia d'oro, atterrando un triplo axel nel corto e due nel libero. Prima della competizione, afferma di aver avuto un infortunio alla caviglia, motivo per cui si astiene dal saltare il lutz.
Allo Skate Canada International si piazza prima dopo il programma corto e seconda nel libero e nel totale, vincendo l'argento dietro alla russa Aleksandra Trusova. All'NHK Trophy è seconda in entrambi i segmenti di gara, vincendo così l'argento dietro ad Alëna Kostornaja e qualificandosi per la Finale del Grand Prix. A fine competizione, afferma che ha ancora problemi alla caviglia e che per questo motivo non ha ancora ripreso a saltare il lutz.
A Torino, è sesta dopo il programma corto, a causa di uno step out sul triplo axel e di una caduta sulla combinazione. Nel libero prova a saltare un quadruplo salchow, ottenendo le rotazioni necessarie ma cadendo sull'atterraggio. Atterra poi due tripli axel, di cui uno in combinazione, puliti e si classifica quarta sia nel segmento di gara sia in totale. Dieci giorni dopo prende parte ai Campionati Nazionali giapponesi, dove vince la medaglia d'oro dopo aver pattinato sia un corto che un libero puliti, e viene selezionata per competere ai Quattro Continenti e ai Mondiali.

## Record
Kihira ha segnato due punteggi da record del mondo sotto il sistema di giudizio introdotto nella stagione 2018-19, che prevede che possano essere assegnati +5 / -5 GOE (grado d'esecuzione) per i vari elementi del programma.
| Programma corto   | Programma corto | Programma corto           | Programma corto                                               |
| Data              | Punteggio       | Evento                    | Dettagli                                                      |
| ----------------- | --------------- | ------------------------- | ------------------------------------------------------------- |
| 6 dicembre 2018   | 82.51           | Finale Grand Prix 2018    |                                                               |
| 11 aprile 2019    | 83.97           | World Team Trophy 2019    | Record battuto da Alena Kostornaia durante l'NHK Trophy 2019. |
| Programma libero  |                 |                           |                                                               |
| Data              | Punteggio       | Evento                    | Dettagli                                                      |
| 22 settembre 2018 | 147.37          | Ondrej Nepela Trophy 2018 | Record battuto da Alina Zagitova al Nebelhorn Trophy 2018.    |

## Programmi
| Stagione  | Programma corto                                               | Programma libero                                                  | Esibizione                                                                  |
| --------- | ------------------------------------------------------------- | ----------------------------------------------------------------- | --------------------------------------------------------------------------- |
| 2018-2019 | - Clair de Lune di Claude Debussy coreografia di David Wilson | - A Beautiful Storm di Jennifer Thomas coreografia di Tom Dickson | - The Greatest di Sia - La Vie en rose di Édith Piaf - Faded di Alan Walker |
| 2017-18   | - Kung Fu Piano dei The Piano Guys                            | - La Strada di Nino Rota                                          |                                                                             |
| 2016-17   | - Tzigane di Maurice Ravel coreografia di Jeffrey Buttle      | - Rapsodia in Blu di George Gershwin coreografia di Tom Dickson   | - A Whole New World da Aladdin - Symphony di Clean Bandit                   |
| 2015-16   | - Die Fledermaus di Johann Strauss II                         | - The Kiss of the Vampire di James Bernard                        | - Die Fledermaus di Johann Strauss II                                       |

## Risultati

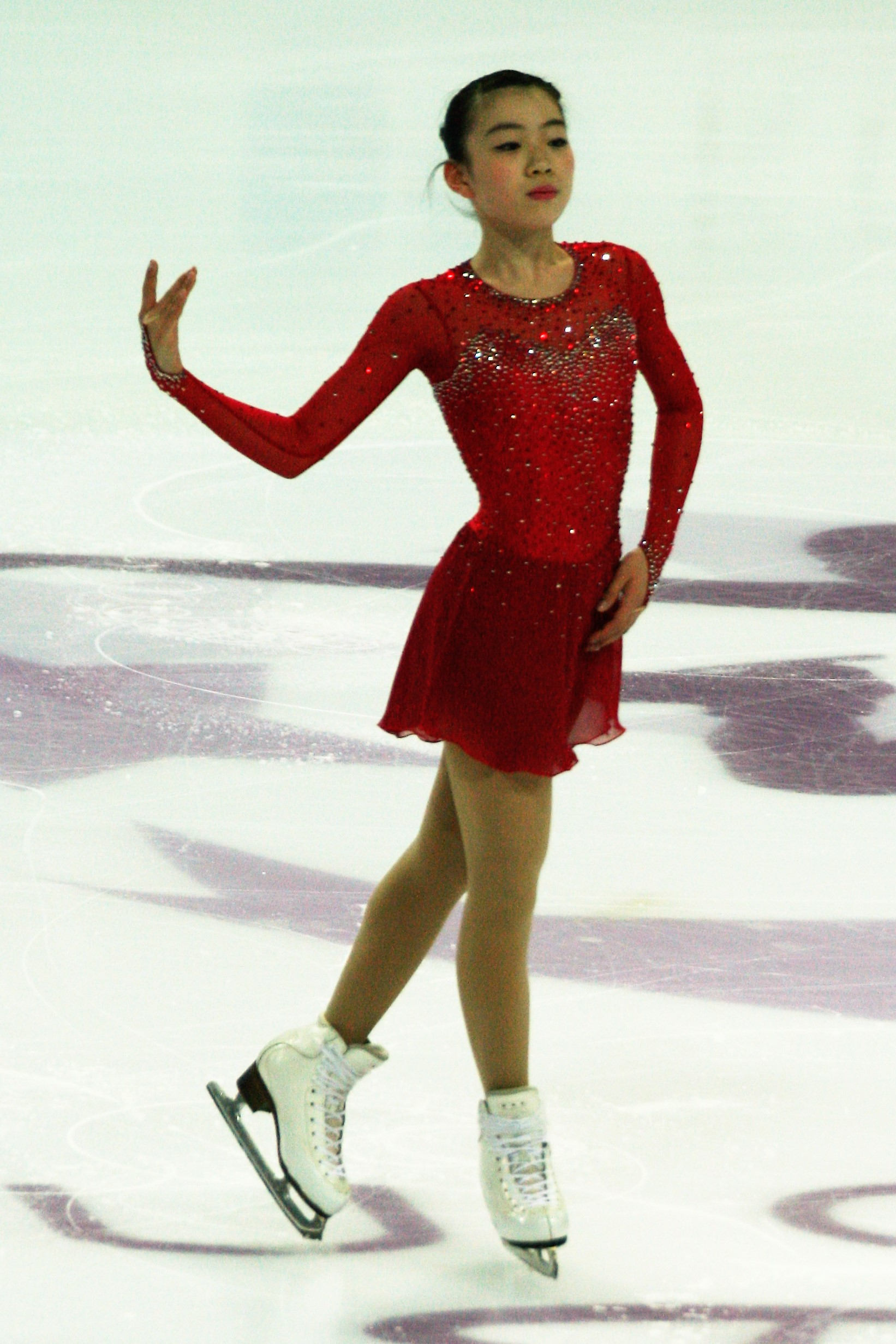
Kihira alla finale di GP 2016-17

GP: Grand Prix; CS: Challenger Series; JGP: Junior Grand Prix
| Gare internazionali                                                                                      | Gare internazionali | Gare internazionali | Gare internazionali | Gare internazionali | Gare internazionali | Gare internazionali | Gare internazionali | Gare internazionali | Gare internazionali | Gare internazionali |
| Evento                                                                                                   | 2014–15             | 2015–16             | 2016–17             | 2017–18             | 2018–19             | 2019–20             | 2020-21             | 2021-22             | 2022-23             | 2023-24             |
| --- | ------------------- | ------------------- | ------------------- | ------------------- | ------------------- | ------------------- | ------------------- | ------------------- | ------------------- | ------------------- |
| Campionati mondiali                                                                                      |                     |                     |                     |                     | 4º                  | C                   | 7°                  |                     |                     |                     |
| Campionati dei Quattro continenti                                                                        |                     |                     |                     |                     | 1º                  | 1°                  | C                   |                     |                     |                     |
| GP Finale                                                                                                |                     |                     |                     |                     | 1º                  |                     |                     |                     |                     |                     |
| GP della Finlandia                                                                                       |                     |                     |                     |                     |                     |                     |                     |                     | 4°                  |                     |
| GP Trophée Eric Bompard                                                                                  |                     |                     |                     |                     | 1º                  |                     | C                   |                     |                     |                     |
| GP NHK Trophy                                                                                            |                     |                     |                     |                     | 1º                  | 2º                  |                     | R                   |                     |                     |
| GP Skate Canada International                                                                            |                     |                     |                     |                     |                     | 2º                  |                     | R                   | 5°                  | R                   |
| CS Autumn Classic International                                                                          |                     |                     |                     |                     |                     | 1º                  |                     |                     |                     |                     |
| CS Ondrej Nepela Trophy                                                                                  |                     |                     |                     |                     | 1º                  |                     |                     |                     |                     |                     |
| Challenge Cup                                                                                            |                     |                     |                     |                     | 1º                  |                     |                     |                     |                     |                     |
| Gare internazionali juniores                                                                             |                     |                     |                     |                     |                     |                     |                     |                     |                     |                     |
| Mondiali juniores                                                                                        |                     |                     |                     | 8º                  |                     |                     |                     |                     |                     |                     |
| JGP Finale                                                                                               |                     |                     | 4º                  | 4º                  |                     |                     |                     |                     |                     |                     |
| JGP Repubblica ceca                                                                                      |                     |                     | 2º                  |                     |                     |                     |                     |                     |                     |                     |
| JGP Italia                                                                                               |                     |                     |                     | 3º                  |                     |                     |                     |                     |                     |                     |
| JGP Lettonia                                                                                             |                     |                     |                     | 2º                  |                     |                     |                     |                     |                     |                     |
| JGP Slovenia                                                                                             |                     |                     | 1º                  |                     |                     |                     |                     |                     |                     |                     |
| Asian Trophy                                                                                             |                     |                     |                     | 1º                  |                     |                     |                     |                     |                     |                     |
| Nazionali                                                                                                |                     |                     |                     |                     |                     |                     |                     |                     |                     |                     |
| Campionati nazionali giapponesi                                                                          |                     |                     |                     | 3º                  | 2º                  | 1º                  | 1º                  | R                   | 11°                 |                     |
| Campionati nazionali juniores                                                                            |                     | 11º                 | 11º                 | 1º                  |                     |                     |                     |                     |                     |                     |
| Campionati nazionali novice                                                                              | 11º A               | 1º A                |                     |                     |                     |                     |                     |                     |                     |                     |
| Eventi a squadre                                                                                         |                     |                     |                     |                     |                     |                     |                     |                     |                     |                     |
| Japan Open                                                                                               |                     |                     |                     |                     |                     | 2º S 3º P           |                     |                     |                     |                     |
| World Team Trophy                                                                                        |                     |                     |                     |                     | 2º S 4º P           |                     | 3º S 4º P           |                     |                     |                     |
| A = Assegnata; R = Ritirata; C = Evento cancellato S = Risultato della squadra; P = Risultato personale. |                     |                     |                     |                     |                     |                     |                     |                     |                     |                     |